# Kendall Brown
Kendall Brown (* 15. August 1989 in Dunedin) ist eine ehemalige neuseeländische Snowboarderin. Sie startete in der Disziplin Halfpipe.

## Leben und Karriere
Kendall Brown stammt aus einer sportbegeisterten Familie, auch ihr zwei Jahre älterer Bruder Mitchell ist ein erfolgreicher Snowboarder. Sie gab ihr internationales Debüt im Alter von fünfzehn Jahren im September 2004 in den Remarkables in ihrer neuseeländischen Heimat. Dort wurde sie bei einem FIS-Rennen in der Halfpipe Zweite. Schon einen Monat später ging sie in Saas-Fee auch bei ihrem ersten Weltcup-Rennen an den Start, konnte als 36. das gute Ergebnis ihres Einstands aber nicht wiederholen. Bis zu ihrem nächsten Start dauerte es fast ein Jahr, beim FIS-Rennen in den Remarkables konnte sie als Dritte erneut aufs Podest fahren. Um sich für die Olympischen Spiele 2006 zu qualifizieren, trat sie in der Saison 2005/2006 bei acht Weltcup-Rennen vorher an. Mit einem zehnten Rang in Valle Nevado und beim letzten Rennen vor Olympia dem vierten Rang im schweizerischen Leysin gelangen ihr zwei Top-Ten-Ergebnisse und sie wurde für den Start in Turin nominiert. Als bis dahin jüngste Teilnehmerin Neuseelands bei Olympischen Spielen überhaupt konnte sie sich nicht für das Finale qualifizieren und belegte im Abschlussklassement Platz 24. Am Ende der Saison reichten ihre Punkte in der Saisonwertung des Halfpipe-Weltcups für den neunzehnten Rang. 2007 bestritt sie nur ein FIS-Rennen, nahm aber an den Weltmeisterschaften in Arosa teil. Sie konnte sich mit Platz 22 etwas gegenüber den Olympischen Spielen steigern.
Mit einer Top-Ten-Platzierung bei jedem ihrer Weltcup-Starts der Saison 2007/2008 konnte sie sich erheblich steigern, allerdings startete sie nur bei vier Wettbewerben in der zweiten Saisonhälfte, so dass ihr eine bessere Platzierung als der vierzehnte Rang für die Disziplinwertung Halfpipe verwehrt blieb, in der Gesamtwertung des Weltcups bedeutete das Rang 50. Bei den Snowboard-Weltmeisterschaften 2009 in Gangwon belegte sie den 11. Platz in der Halfpipe, bei den Olympischen Spielen 2010 in Vancouver den 15. Rang in der Halfpipe und bei den Snowboard-Weltmeisterschaften 2011 in La Molina den 19. Platz in der Halfpipe sowie den zehnten Rang im Slopestyle.
Außer bei den Wettbewerben der FIS startet Brown auch bei der Ticket-to-Ride Tour und konnte mit mehreren Top-Ten-Plätzen in der Serie auf sich aufmerksam machen.
Kendall Brown lebt in Mount Maunganui in Neuseeland.